# Penajam Paser Utara
Penajam Paser Utara (indonez. Kabupaten Penajam Paser Utara) – kabupaten w indonezyjskim Borneo Wschodnim. Jego ośrodkiem administracyjnym jest Penajam.
Penajam Paser Utara leży od wschodu nad Cieśniną Makasarską i zatoką Balikpapan.
W 2010 roku kabupaten ten zamieszkiwało 142 922 osób, z czego 52 339 stanowiła ludność miejska, a 90 583 ludność wiejska. Mężczyzn było 74 951, a kobiet 67 971. Średni wiek wynosił 26,12 lat.
Kabupaten ten dzieli się na 4 kecamatany:
- Babulu
- Penajam
- Sepaku
- Waru